# Verwaltungsgemeinschaft Riechheimer Berg
Die Verwaltungsgemeinschaft Riechheimer Berg ist ein Zusammenschluss von sieben Gemeinden des Ilm-Kreises in Thüringen, Deutschland. Ihr Sitz befindet sich seit 2021 in Osthausen-Wülfershausen. Namensgebend ist der 513 Meter hohe Riechheimer Berg.
In der Verwaltungsgemeinschaft leben ca. 4.100 Menschen auf einer Fläche von rund 95 km². Sie liegt im nordöstlichen Kreisgebiet und grenzt im Osten an den Landkreis Weimarer Land.
Als Körperschaft des öffentlichen Rechts ist die VG ein kommunaler Zweckverband mit einer zentralen Verwaltungsstelle. Der/die Vorsitzende der VG wird von der Gemeinschaftsversammlung für sechs Jahre gewählt. In der Versammlung sind die Gemeinden durch ihre Bürgermeister und weitere Gemeinderatsmitglieder vertreten.

## Mitgliedsgemeinden
Mitglieder der Verwaltungsgemeinschaft sind die Gemeinden:
- Alkersleben
- Bösleben-Wüllersleben
- Dornheim
- Elleben
- Elxleben
- Osthausen-Wülfershausen
- Witzleben

## Geschichte
Die Verwaltungsgemeinschaft wurde am 1. Januar 1997 aus den aufgelösten Verwaltungsgemeinschaften Bösleben und Kirchheim gegründet. Am 1. Januar 2019 wurden im Rahmen der Gebietsreform in Thüringen die Mitgliedsgemeinden Kirchheim und Rockhausen aus der Verwaltungsgemeinschaft ausgegliedert. Kirchheim wurde in die Gemeinde Amt Wachsenburg eingegliedert; diese wurde erfüllende Gemeinde für Rockhausen. Im Jahr 2021 zog der Verwaltungssitz vom Amt Wachsenburger Ortsteil Kirchheim nach Osthausen-Wülfershausen um.

### Einwohnerentwicklung
Entwicklung der Einwohnerzahl (31. Dezember):
| - 1997: 5704 - 1998: 5806 - 1999: 5930 - 2000: 5941 - 2001: 5968 - 2002: 5985 - 2003: 5962 | - 2004: 5966 - 2005: 5929 - 2006: 5892 - 2007: 5854 - 2008: 5835 - 2009: 5803 - 2010: 5734 | - 2011: 5633 - 2012: 5636 - 2013: 5631 - 2014: 5596 - 2015: 5620 - 2016: 5617 - 2017: 5630 | - 2018: 5651 - 2019: 4079 - 2020: 4079 - 2021: 4069 - 2022: 4092 |

Datenquelle: Thüringer Landesamt für Statistik

## Partnerschaft
Die Verwaltungsgemeinschaft Riechheimer Berg unterhält partnerschaftliche Beziehungen zur Verwaltungsgemeinschaft (Communauté de communes) Gâtine-Choisilles in Frankreich.